# Parallelia hicanora
Parallelia hicanora là một loài bướm đêm trong họ Erebidae.